# Canitar (ort)
Canitar är en ort i Brasilien.   Den ligger i kommunen Canitar och delstaten São Paulo, i den södra delen av landet, 800 km söder om huvudstaden Brasília. Canitar ligger 511 meter över havet och antalet invånare är 4 369.
Terrängen runt Canitar är huvudsakligen platt. Canitar ligger uppe på en höjd. Runt Canitar är det ganska tätbefolkat, med 52 invånare per kvadratkilometer.. Närmaste större samhälle är Ourinhos, 9,4 km väster om Canitar.
Trakten runt Canitar består till största delen av jordbruksmark.